# ینگجه (خدابنده)
ینگجه (خدابنده)، دهستانی از توابع بخش سجاس‌رود شهرستان خدابنده در استان زنجان ایران است.
روستایی زیبا با مردمانی مهمان نواز و زیبارو.
دارای مناطق گردشگری زیادی است 
از جمله:گوبولاغ_تنحان_جام قاشق_ترپاخ تپه_آشاغی بولاغ و... 
که سالانه تعداد زیادی توریست به این روستا میروند  
گیاهان دارویی و کوهی
دارای بیشار از هزار نوع گیاهان دارویی و کوهی بسیار مفید و پر کاربرد  
مانند:زعفران وحشی(چیدم)_آویشن(کهلیوتی)_پونه کوهی_ 
مرزه‌کوهی_گل ارغوانی_گل گاوزبان_قارچ کوهی_نعناع 
استوخودوس_تره‌کوهی(کوموران)_ستیک 
تخم کتان_توکلوجه و...  
محیط زیست و حیوانات
مناطق کوهی و طبیعی این منطقه زیبا دارای جانوران زیادی است مانند: شغال_گرگ_روباه_خوک_سگ 
عقاب_کبک_شاهین_قمری_قرقی_کلاغ_جغد 
خارپشت_خرگوش_موش کور_راسو_گربه و...   
محصولات کشاورزی و دامی
اغلب: گردو_بادام_سیب_انگور_زردآلو   
گندم_جو_عدس_نخود_لپه   
پنیر_عسل طبیعی_شیر_ماست_کره محلی_روغن حیوانی و...   
تولیدات صنایع دستی
فرش_گپه_گلیم_قالیچه‌و...   
جمعیت روستا 1500(سرشماری 1400) 
شعار:ینگجه روستایی برای زندگی

## جمعیت
این روستا در دهستان سجاس‌رود قرار دارد و براساس سرشماری مرکز آمار ایران در سال ۱۳۸۵، جمعیت آن ۶۳۹ نفر (۱۶۶خانوار) بوده‌است.جمعیت در سال 1400طبق آمار ۱۰۹۸نفر